# Brian Jones Presents the Pipes of Pan at Joujouka

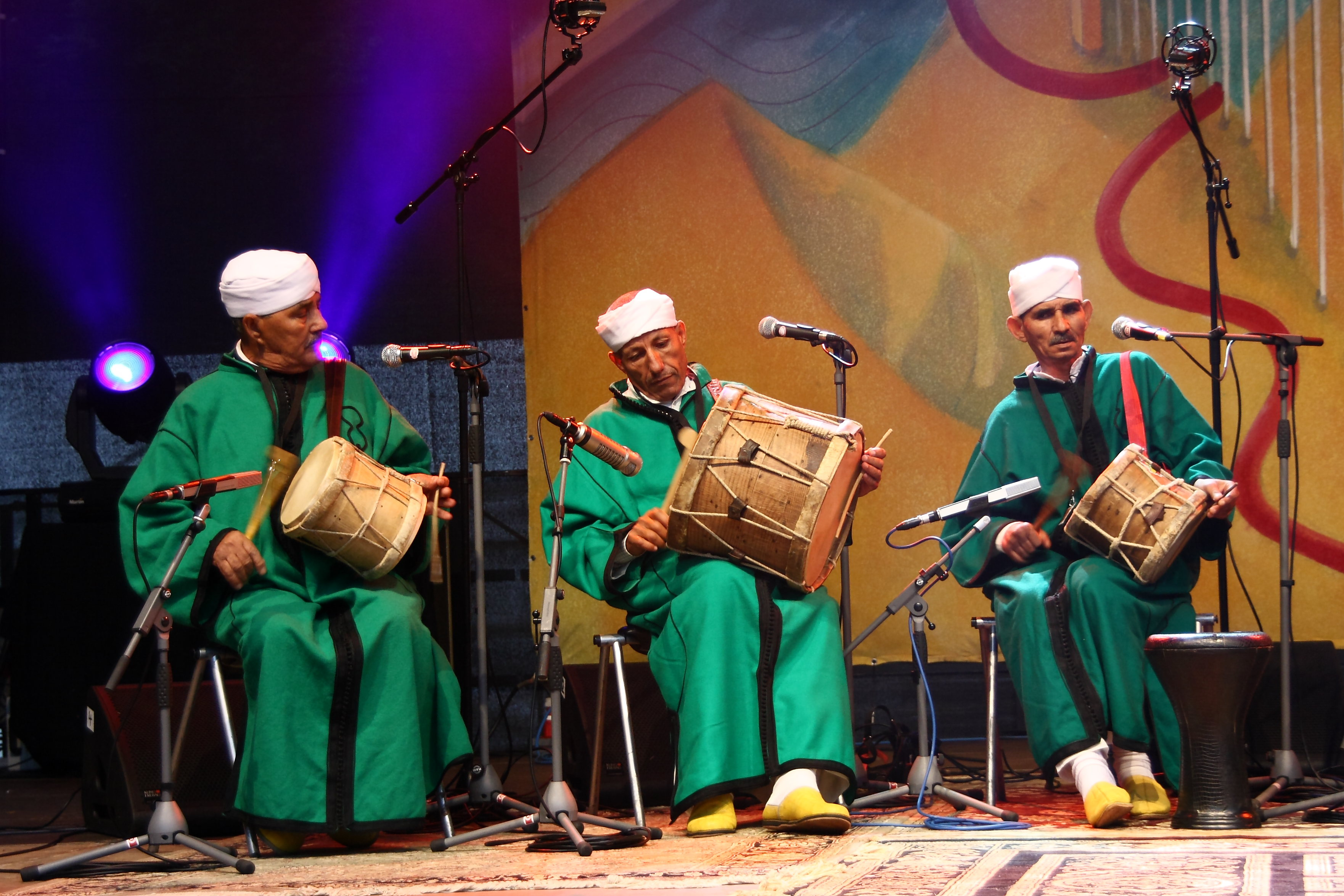
De Master Musicians of Joujouka

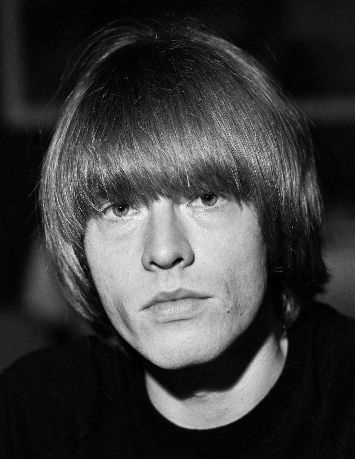
Brian Jones, producent van het album

Brian Jones Presents the Pipes of Pan at Joujouka is een album geproduceerd door de oprichter van The Rolling Stones, Brian Jones. Het album werd opgenomen in het jaar 1968, maar werd pas in 1971 uitgegeven. 

## Geschiedenis
In het jaar 1967 hadden The Rolling Stones een aantal juridische en drugsproblemen op te lossen. Keith Richards en Brian Jones trokken naar Marokko om op vakantie te gaan en de media te vermijden.
Hamri, een Marokkaans kunstenaar, ontmoette Jones en ontwierp later de albumhoes.
Jones voegde effecten toe en verzorgde de opnames, maar speelde zelf niet mee.

## Nalatenschap
Dankzij dit album kregen The Master Musicians of Joujouka wereldfaam, mede door Jones' bekendheid. Verder raakte Jajouka, een Marokkaanse stad in het Rifgebergte, ook bekend.
Tot op heden hebben Marokkaanse muzikanten achting voor Brian Jones. Zo zouden ze zingen "Ali Brahim Jones, Jajouka Rolling Stones, Ali Brahim Jones, Jajouka really stoned". Hamri heeft de tekst voor “Brian Jones Joujouka very Stoned” geschreven.
Dit album en Jajoukamuziek in het algemeen inspireerde David Cronenberg. Hij gebruikte later Jajoukamuziek voor zijn film: Naked Lunch.

## Nummers
1. Hamsa oua Hamsine
2. War Song/Standing / One Half (Kaim Oua Nos)
3. Take Me with You Darling, Take Me with You (Dinimaak A Habibi Dinimaak)
4. Your Eyes Are Like a Cup of Tea (Al Yunic Sharbouni Ate)
5. I Am Calling Out (L'Afta)
6. Your Eyes Are Like a Cup of Tea [reprise with flute]